# 大沼明穂
大沼 明穂（おおぬま あきほ、1959年（昭和34年）6月13日 - 2018年（平成30年）3月21日）は、日本の政治家。静岡県沼津市長（1期）。

## 来歴
静岡県沼津市下香貫牛臥に生まれる。沼津市立第三小学校、沼津市立第三中学校卒業。1978年（昭和53年）3月、静岡県立沼津東高等学校卒業。1979年（昭和54年）4月、東京大学理科一類入学。大学在学中は東大オーケストラに所属。また1年休学し、タイとインドで難民ボランティア活動に従事している。
1984年（昭和59年）3月、東京大学工学部卒業。同年4月、日本アイ・ビー・エムに就職。2002年（平成14年）、同社を退職。2003年（平成15年）、ユビキタス・ビジネステクノロジー代表取締役に就任。

### 沼津市長選挙
2016年（平成28年）7月15日、市内牛臥海岸で記者会見を開き、次期沼津市長選挙への立候補を表明する。同年10月30日に行われた市長選において、自民党・民進党・公明党の3党の推薦を得た現職の栗原裕康を破り初当選した。11月10日、市長に就任。選挙の結果は以下のとおり。
※当日有権者数：167,085人 最終投票率：40.94%（前回比：+4.73pts）
| 候補者名 | 年齢 | 所属党派 | 新旧別 | 得票数   | 得票率 | 推薦・支持                     |
| -------- | ---- | -------- | ------ | -------- | ------ | ------------------------------ |
| 大沼明穂 | 57   | 無所属   | 新     | 43,159票 | 63.75% |                                |
| 栗原裕康 | 67   | 無所属   | 現     | 24,538票 | 36.25% | （推薦）自民党・民進党・公明党 |

### 市長在任中に急逝
2018年3月21日朝、公務が予定されていたために沼津市職員が送迎のために大沼の自宅に赴いたところ、寝室で倒れている大沼を発見。直ちに沼津市立病院へ救急搬送されたが、同日11時2分、死亡が確認された。死因は小脳出血。58歳没。